# 오륙도 이무기
"오륙도 이무기"는 한국에서 제작된 김영효 감독의 1978년 영화이다. 이대근 등이 주연으로 출연하였고 정진우 등이 제작에 참여하였다.

## 출연

### 주연
- 이대근
- 박원숙
- 윤양하
- 심상원
- 조춘

## 기타
- 원작자: 백결
- 조명: 이민부
- 녹음: 유창국